# Rafael Alfonso Escudero López-Brea
Rafael Alfonso Escudero López-Brea (Quintanar de la Orden, 4 de abril de 1962) é prelado espanhol da Igreja Católica Romana que serve no Peru, desde 2007, como bispo-prelado de Moyobamba.

## Biografia
Após concluir seus estudos escolares em sua cidade natal, ingressou no Seminário Maior da Arquidiocese de Toledo e obteve bacharelado em teologia no Instituto Teológico Santo Idelfonso na mesma cidade.
Foi ordenado sacerdote em 9 de julho de 1989 e incardinado na Arquidiocese de Toledo. Posteriormente, ingressou na Fraternidade Sacerdotal no Coração de Cristo, associação clerical privada aprovada definitivamente em 1993.
Durante quinze anos, trabalhou como pároco na arquidiocese. Em 2004, partiu para o Peru, e trabalhou na Prelazia Territorial de Moyobamba como pároco da paróquia da catedral e vigário geral.
Em 8 de julho de 2006, o Papa Bento XVI o nomeou coadjutor do prelado territorial Moyobamba. Foi ordenado bispo em 26 de agosto de 2006, pelo cardeal Dom Antonio Cañizares Llovera. Em 21 de julho de 2007, assumiu o governo da prelazia.